# Ennis
Ennis (Inis em irlandês) é uma cidade da Irlanda e é situada no condado de Clare (é a capital do condado). Possui 24.253 habitantes (censo de 2006).